# 鼬科
鼬科，又名貂科（学名：Mustelidae）是哺乳動物下食肉目熊型總科中的一个科。鼬科包括水獭、獾、鼬、貂、黃鼠狼等动物。过去臭鼬科动物也被看作是鼬科，但現在已被另分一科。

## 特征
大多数鼬科動物的身體特徵是外型細長、動作靈巧，只有獾亚科的动物和貂熊的身材比较臃肿。一般鼬科的皮毛呈棕色或黑色，有些有斑点、条纹等。在外部四肢上，尾和四肢比较短，足上有五根弯的、无法收入的爪。嘴比较短，耳小。牙齿数从28至38枚不等，一个共同特征是缺乏上颚第二枚臼齿。与臭鼬科动物一样所有鼬科动物拥有发达的肛腺，它们使用其分泌物来标志领域。有些种（比如蜜獾）也使用其肛腺来防卫自己。
与其它食肉动物相比大多数鼬科动物比较小，但是相互之间它们的大小差异很大。伶鼬是世界上最小的食肉目动物，体重最高只有250克，而海獭、巨獭和貂熊的体重则可达30千克以上。大多数鼬科动物有明显的性双态性，平均雄兽可以比雌兽重25%。

## 分布和栖息地
除大洋洲、澳大利亚、马达加斯加、加勒比海群岛和其它孤立的岛屿外世界各地均有鼬科动物生活，它们可以在多种生态环境中生存，不过一般避免过于干燥的环境。许多鼬科动物需要近水的环境，它们生活在河流和湖泊的岸边，有些也生活在海岸。水獭亚科的动物对水的依靠性最高，海獭甚至生活在北太平洋的海面上。

## 生活习性

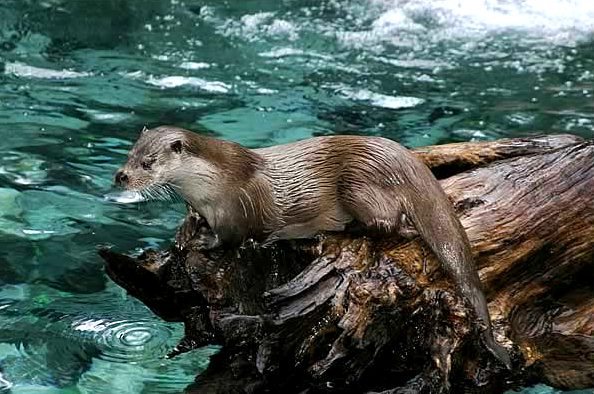
水獭

大多数鼬科动物在夜间或者黄昏时活动，有些也在白日觅食。许多鼬科动物使用自己挖的或者其它动物挖的地穴为巢，许多是主要在地面上活动的动物，它们瘦长的体裁使得它们可以钻入地穴中去猎食，有些鼬科动物则经常在树上活动。鼬科中有不少动物游泳技术极好，尤其是水獭亚科。
鼬科动物一般比较喜欢单独生活，它们使用肛腺的分泌物、尿和粪便来标志它们的领域。它们的嗅觉尤其发达，它们使用它们的嗅觉来捕猎和与其它同种的动物通讯。鼬科动物的视觉和听觉也比较好。

## 食物
鼬科动物主要是食肉的。不同的种以及在不同的季节里它们也多少食用植物。整个科内不同种之间的食谱差距非常大。许多鼬科动物捕食比它们大的啮齿动物。比如貂属动物捕食比它们重多的野兔，而貂熊甚至主動捕殺驯鹿。
鼬科动物中肉的主要来源有各种脊椎动物，包括小的哺乳动物、鸟及其蛋、爬行动物、两栖动物和鱼，此外还有昆虫、甲壳动物、蠕虫等等。植物类食品包括果实、核桃、块茎等等。

## 生殖
鼬科动物的孕期一般在30至60天之间，许多种的受精卵可以拖延在卵巢着床的时间，因此在交配到出生之间可以持续数个月。一般雌兽每年只生产一次。新生的幼兽眼睛还关闭，无法自助，但发育很快。大多数种的幼兽在两个月内就已经可以独立生活，一般在一岁半至两岁之间性成熟。在大自然里其寿命一般在20岁左右。

## 与人的关系

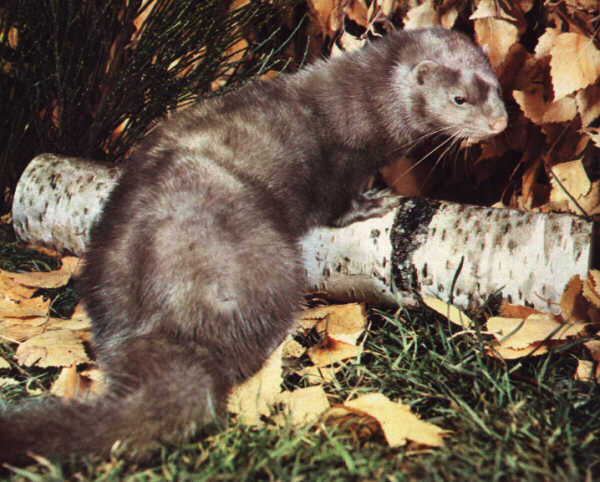
许多鼬科动物因其皮毛而被捕猎，图为水貂

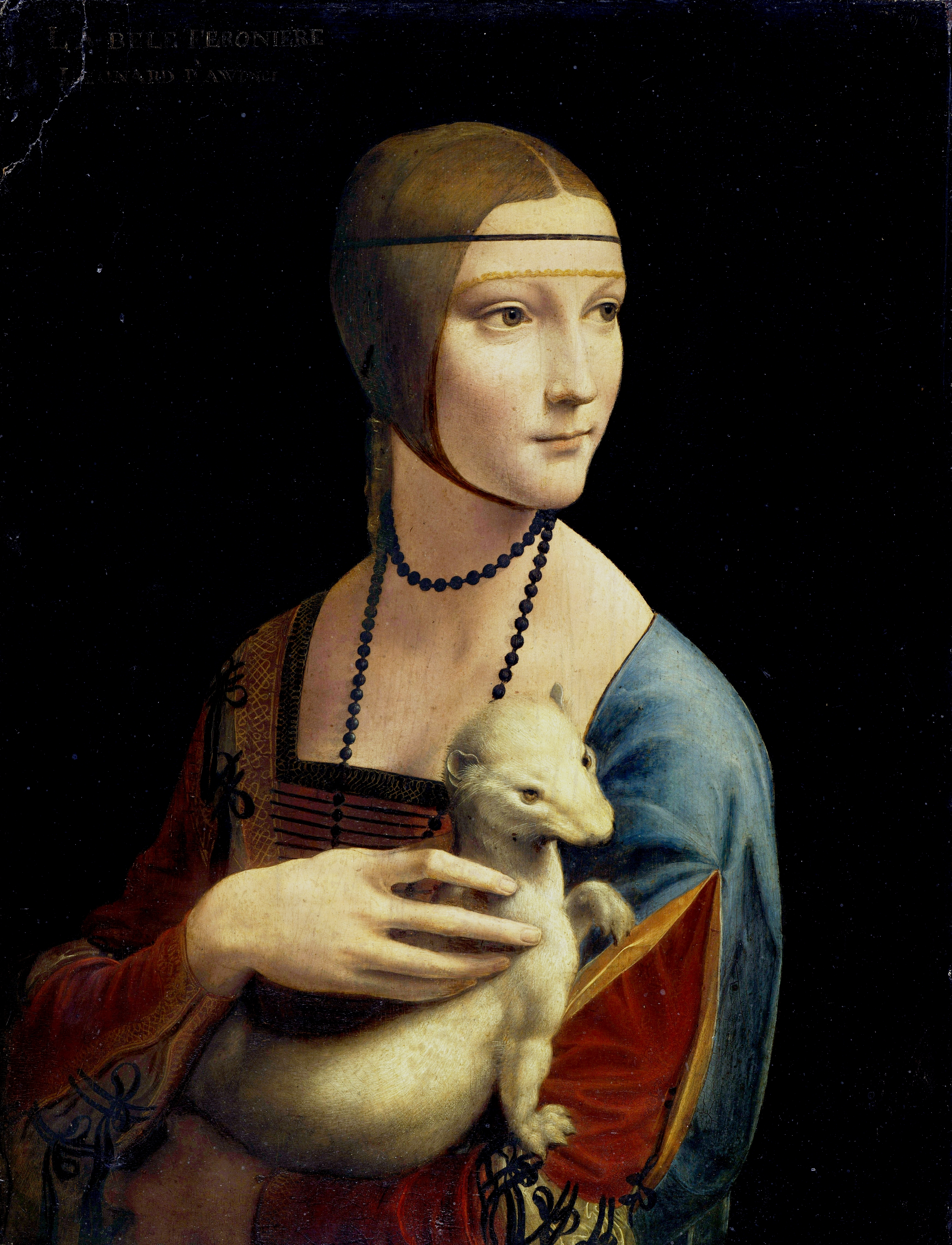
達文西畫的抱著雪貂的少婦

人类与鼬科动物之间的关系很复杂。一方面鼬科动物是许多被看成害兽的啮齿动物的天敌，因此人类也饲养鼬科动物，比如从鼬类驯养出来的地中海雪貂。另一方面它们有时也会闖入鸡圈或者兔圈，袭击饲养的禽兽。石貂还喜欢啃啮电线等。
白鼬、紫貂和鼬类因其皮毛而被捕猎，有时也被饲养。
除捕猎外对其生态环境的破坏对鼬科也造成危害。今天受威胁的种类包括欧洲水貂。黑足鼬已经在野外灭绝。19世纪里海貂被灭绝。

## 分类

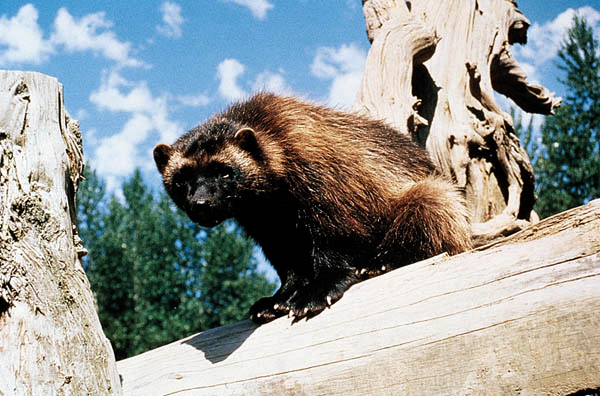
貂熊

現存的鼬科動物共有22个属和62个种。传统的分类学将它分为五个亚科：

### 水獭亚科Lutrinae
- †Algarolutra
- 小爪水獭属 Aonyx ，共3种
- †Cyrnaonyx
- 海獭属 Enhydra ，仅海獭一种
- †大水獺屬 Enhydriodon ，海獭齿兽属
- †海獭兽属 Enhydritherium
- 斑頸水獺屬 Hydrictis ，僅斑頸水獺一種
- 美洲獺屬 Lontra ，共4种
- 水獭属 Lutra ，共3种
- 江獭属 Lutrogale ，仅江獭一种
- †巨海獭属 Megalenhydris
- 巨獭属 Pteronura ，仅巨獭一种
- †Sardolutra
- †Satherium
- †暹罗水獭属 Siamogale
- Teruelictis

### 獾亚科Melinae
- 猪獾属 Arctonyx ，僅猪獾一种
- 獾属 Meles ，共3种
- 鼬獾属 Melogale ，共5种

### 蜜獾亚科 Mellivorinae
- †猛獾屬 Ekorus
- †始蜜獾属 Eomellivora
- 蜜獾属 Mellivora ，仅蜜獾一种
- Moralesictis Valenciano & Baskin, 2022
  - Moralesictis intrepidus [2]

### 美洲獾亞科 Taxidiinae
- 美洲獾属 Taxidea ，仅美洲獾一种

### 鼬亚科 Mustelinae
- 狐鼬属 Eira ，仅狐鼬一种
- 貂熊属 Gulo ，仅貂熊一种
- 貂属 Martes ，共8种
- 鼬属 Mustela ，共20种
- 美洲水鼬屬 Neovison ，僅美洲水鼬一種
- †近貂熊属 Plesiogulo

### 非洲艾虎亚科 Ictonychinae
- 非洲艾虎族 Ictonychini
  - 非洲艾虎属 Ictonyx
  - 白颈鼬属 Poecilogale
  - 虎鼬属 Vormela
- 草原鼬族 Lyncodontini
  - 草原鼬属 Lyncodon
  - 巢鼬屬 Galictis

已滅絕的鼬科物種包括：
- Chamitataxus
- Corumictis[3]
- Hoplictis[4]
- 亚科 Oligobuninae
  - 短剪鼬属（英语：Brachypsalis）
  - 佛罗里达貂属（英语：Floridictis） Floridictis
  - 巨貂属（英语：Megalictis） Megalictis
  - Oligobunis
  - Parabrachypsalis
  - 原貂属（英语：Promartes） Promartes
  - 祖迪鼬属（英语：Zodiolestes） Zodiolestes
- Plesictis
- Sthenictis
- Teruelictis
- Trochictis[5]

本来臭鼬科动物也是鼬科的一个亚科，但是经过基因考察后确定它们与其它鼬科动物之间的关系不是特别大，因此今天被自分为一个科。
今天一般鼬科动物源于同一祖先这个认识为绝大多数学者接受，但是其内部的分类还很有争议。比如2005年有人建议将鼬科分为两个亚科：鼬亚科和水獭亚科，但是同年发表的基因分析却显示即使今天的分类也有问题，比如鼬属的动物比鼬亚科中的其它动物更加靠近水獭。因此以上仅列出传统的分类。
从进化论的角度来看鼬科动物是食肉目中比较早就出现的。目前最早的鼬科动物化石是在欧洲找到的，它源于始新世。北美洲和亚洲最早的鼬科动物化石源于渐新世。鼬科动物的普及大概与啮齿动物的普及是平行发展的。